# La Albarrada
La Albarrada är en ort i kommunen Temascaltepec i delstaten Mexiko i Mexiko. Samhället hade 1 395 invånare vid folkräkningen 2020.